# Hauteville-la-Guichard
Hauteville-la-Guichard é uma comuna francesa na região administrativa da Normandia, no departamento Mancha. Estende-se por uma área de 11,93 km². Em 2010 a comuna tinha 487 habitantes (densidade: 40,8 hab./km²).